# 하장초등학교 갈전분교
하장초등학교 갈전분교는 대한민국 강원특별자치도 삼척시 하장면 갈전리 365에 있었던 공립 초등학교이다.

## 연혁
- 1943.05.01 개교(4년제 3학급)
- 1948.10.01 6학급
- 1996.03.01 갈전초등학교로 개칭
- 1999.09.01 하장초등학교 갈전분교장 격하
- 2011.03.01 하장초등학교 본교로 통폐합